# Marisol Carratú
Marisol Carratú (15 de julho de 1986) é uma handebolista profissional argentina.

## Carreira
Marisol Carratú representou a Seleção Argentina de Handebol Feminino nos Jogos Olímpicos de Verão de 2016, que terminou em 12º lugar.